# Andrew Garfield
Andrew Russell Garfield (Los Angeles, 20 agosto 1983) è un attore britannico con cittadinanza statunitense.
L'attore fa il suo esordio sul grande schermo nel 2007 con il film Leoni per agnelli e sempre nel 2007 vince un British Academy Television Awards come miglior attore grazie alla sua interpretazione nel film per la televisione Boy A. Nel 2010, per il ruolo di Eduardo Saverin in The Social Network, ha ricevuto la sua prima nomination ai Golden Globe e a molti altri premi. Raggiunge la notorietà nel 2012, recitando nel ruolo del supereroe Spider-Man nei film The Amazing Spider-Man (2012) e The Amazing Spider-Man 2 - Il potere di Electro (2014), riprendendo poi il ruolo nel più recente film Spider-Man: No Way Home (2021). Nel 2016 la sua interpretazione nel ruolo di Desmond Doss in La battaglia di Hacksaw Ridge di Mel Gibson gli ha valso la nomination ai Golden Globe, BAFTA, Screen Actors Guild Award, Satellite Award e al Premio Oscar al miglior attore. Nel 2022 la sua interpretazione nel ruolo di Jonathan Larson in Tick, Tick... Boom! gli è valsa il Golden Globe per il miglior attore in un film commedia o musicale e una seconda candidatura all'Oscar al miglior attore.
Alla carriera cinematografica ha affiancato anche numerose e apprezzate performance teatrali sui palchi di Londra e Broadway, recitando in drammi come Romeo e Giulietta (Manchester), Morte di un commesso viaggiatore (2011) ed Angels in America - Fantasia gay su temi nazionali (2017-2018), per cui ha vinto il Tony Award al miglior attore protagonista in un'opera teatrale.

## Biografia
Andrew Garfield nasce a Los Angeles il 20 agosto 1983, figlio di madre inglese, Lynn Hillman, e padre statunitense, Richard Garfield. Suo fratello maggiore è un medico, mentre i suoi nonni paterni hanno origini russe, rumene, polacche ed ebree. Vive in California fino all'età di tre anni, quando la sua famiglia si trasferisce in Inghilterra, ad Epsom, nella regione del Surrey. All'età di soli nove anni appare in una commedia intitolata Bugsy Malone, ma è all'età di sedici anni che si avvicina al mondo dello spettacolo, grazie ad un amico che lo convince a frequentare una scuola di recitazione.
L'attore inizialmente frequenta la Preparatory School di Banstead e più tardi la City of London Freemen's School, ad Ashtead, per poi studiare recitazione presso la prestigiosa Royal Central School of Speech and Drama di Londra, dove si diplomerà nel 2004.
Nell'ottobre 2007 la rivista Variety lo inserisce tra i "10 attori da tenere d'occhio", mentre il mese successivo interpreta uno studente universitario americano nel film Leoni per agnelli e, nello stesso anno, vince il premio BAFTA per la sua interpretazione nel film Boy A, distribuito sulle televisioni britanniche da Channel 4. Nel 2008 appare nel film L'altra donna del re e nel 2009 interpreta Anton nel film Parnassus - L'uomo che voleva ingannare il diavolo, sempre nel 2009 recita nella trilogia di film polizieschi Red Riding, andata in onda nel Regno Unito su Channel 4.
Il 2010 lo vede recitare nel film Non lasciarmi, tratto dal omonimo romanzo dello scrittore giapponese Kazuo Ishiguro e nel film The Social Network, dove interpreta Eduardo Saverin, cofondatore di Facebook; grazie alla sua prestazione è candidato per la prima volta ai Golden Globe. L'attore è stato scelto per il ruolo del protagonista Peter Parker / Spider-Man nel reboot sull'omonimo supereroe, The Amazing Spider-Man, diretto da Marc Webb e uscito nelle sale cinematografiche italiane il 4 luglio 2012. Sempre nel 2012 debutta a Broadway nel dramma di Arthur Miller, Morte di un commesso viaggiatore, con Philip Seymour Hoffman nel ruolo del protagonista; per la sua performance Garfield viene candidato al Tony Award al miglior attore non protagonista in uno spettacolo.

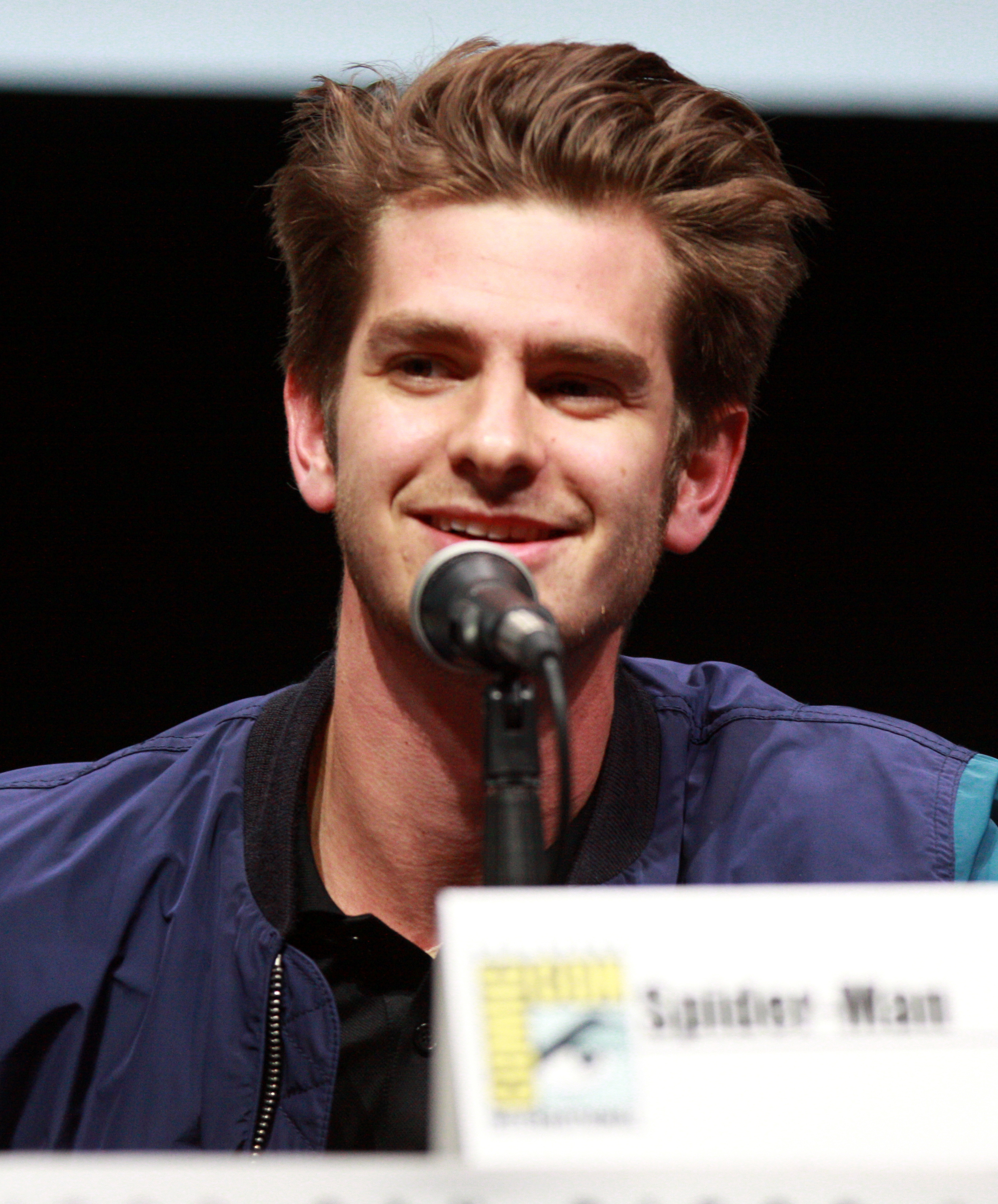
Andrew Garfield al San Diego Comic-Con International 2013

Nel 2014 Garfield riprende il ruolo di Spider-Man nel film The Amazing Spider-Man 2 - Il potere di Electro. Nello stesso anno, ha co-prodotto e recitato nel thriller 99 Homes, film sulla crisi immobiliare americana, diretto da Ramin Bahrani. L'attore avrebbe dovuto recitare nei sequel della serie The Amazing Spider-Man, ma nonostante i buoni risultati ottenuti al box-office e le lodi della critica che avevano portato Garfield a candidarsi ad alcuni premi, tra cui i MTV Movie & TV Awards, l'attore è stato costretto ad abbandonare il ruolo del protagonista in seguito ad un accordo siglato tra Marvel Studios e Sony, volto a portare il personaggio dell'Uomo Ragno nel Marvel Cinematic Universe.
Nel 2016 ha ricoperto il ruolo del protagonista nell'acclamato film storico Silence, di Martin Scorsese, tratto dal romanzo omonimo dello scrittore Shūsaku Endō, in cui è accompagnato dai colleghi Adam Driver e Liam Neeson ed interpreta un padre gesuita partito per il Giappone nel tentativo di diffondere il cristianesimo e di salvare il suo mentore, sparito anni prima in una spedizione. Per meglio entrare nella parte ha fatto gli Esercizi spirituali secondo il metodo di Ignazio di Loyola. Nello stesso anno recita in un altro film storico di grande successo: La battaglia di Hacksaw Ridge di Mel Gibson, in cui interpreta Desmond Doss, primo obiettore di coscienza nella storia statunitense, che servì l'esercito americano come medico durante la Battaglia di Okinawa. Grazie al ruolo di Desmond Doss ne La battaglia di Hacksaw Ridge ha ottenuto la nomination ai Golden Globe, BAFTA, Screen Actors Guild Award, al Premio Oscar al miglior attore e ad altri numerosi premi.
Nel 2017 è accompagnato dall'attrice Claire Foy nel film drammatico Ogni tuo respiro, diretto da Andy Serkis. Nel film, tratto da una storia vera, Garfield veste i panni di Robin Cavendish, giovane mercante inglese, ammalatosi di poliomielite e costretto a terminare i suoi giorni su una sedia a rotelle. Per prepararsi al meglio l'attore ha trascorso molto tempo con il figlio (produttore del film) e la moglie di Cavendish, al fine di imitare nel modo migliore i movimenti, il modo di parlare e di respirare di coloro che sono affetti dalla poliomielite. Dall'aprile 2017 ricopre il ruolo di Prior Walter, un ragazzo omosessuale malato di AIDS nel revival del National Theatre del dramma di Tony Kushner, Angels in America - Fantasia gay su temi nazionali, con Nathan Lane e Russell Tovey. Per prepararsi al ruolo l'attore ha dichiarato di aver visto tutte le puntate del reality America's Next Drag Queen, di RuPaul.
Nel 2018 torna a Broadway con Angels in America e grazie alla sua performance è candidato ai Laurence Olivier Awards e vince gli Evening Standard Awards, i Drama Desk Award, gli Outer Critics Circle Award e i prestigiosi Tony Award al miglior attore protagonista in un'opera teatrale. Una volta salito sul palco, l'attore ha dedicato la vittoria del premio alla comunità LGBT con il suo discorso. Sempre nel 2018 è occupato nel film Under the Silver Lake, un thriller diretto da David Robert Mitchell, presentato al Festival di Cannes 2018.
Nel 2020 ricopre il ruolo di protagonista in Nessuno di speciale, film diretto da Gia Coppola, presentato in anteprima il 5 settembre 2020 alla 77ª Mostra internazionale d'arte cinematografica di Venezia, nella sezione "Orizzonti". Nel maggio del 2019 viene annunciato il suo coinvolgimento nella pellicola Gli occhi di Tammy Faye, film biografico sulla vita dei televangelisti Jim Bakker e Tammy Faye Bakker, diretto da Michael Showalter e prodotto da Searchlight Pictures. Nel film, al fianco dei due protagonisti, interpretati da Garfield e da Jessica Chastain, sono inoltre presenti Cherry Jones e Vincent D'Onofrio.
Nel 2021 prende parte al film Spider-Man: No Way Home facente parte del Marvel Cinematic Universe dove torna a vestire i panni di Peter Parker / Spider Man, qui però proveniente da un altro universo alternativo, insieme a Tom Holland e Tobey Maguire. Nello stesso anno, è protagonista di Tick, Tick... Boom! primo film diretto dall'attore, regista e compositore americano Lin-Manuel Miranda, in cui veste i panni del drammaturgo Jonathan Larson, autore dell'omonimo musical. Grazie a questa performance vince il Golden Globe per il miglior attore in un film commedia o musicale e viene nuovamente candidato all'Oscar al miglior attore. Nel 2022 interpreta il ruolo del detective Jeb Pyre nella miniserie In nome del cielo tratta dal romanzo Under the Banner of Heaven: a Story of Violent Faith di Jon Krakauer ottenendo la candidatura come miglior attore in una miniserie al Premio Emmy.

## Vita privata
Garfield ha cittadinanza sia britannica sia statunitense; nel 2009 in un'intervista rilasciata al Sunday Herald, ha dichiarato di sentirsi a casa sia negli Stati Uniti che nel Regno Unito.
Dal 2008 al 2011 è stato fidanzato con l'attrice Shannon Woodward e sempre nel 2008 è diventato Ambasciatore dello Sport per la Worldwide Orphans Foundation (WWO). Garfield è anche noto per le poche interviste rilasciate in merito alla sua vita privata, in più di un'occasione infatti l'attore ha dichiarato di non sentire il bisogno di parlare della propria vita privata in pubblico. In un'intervista si è anche rifiutato di rilasciare delle informazioni in merito alla sua relazione con la collega Emma Stone, con cui è stato fidanzato fino al 2015 e che ha conosciuto sul set del film The Amazing Spider-Man.
In un'intervista rilasciata ad Out Magazine, riguardante lo spettacolo Angels in America - Fantasia gay su temi nazionali, in merito al suo orientamento sessuale, Garfield ha dichiarato di identificarsi eterosessuale e che le interpretazioni su una sua presunta omosessualità erano dovute a una decontestualizzazione di un discorso inerente a un film.
Prima dell'inizio della pandemia di Covid-19, mentre era impegnato durante la produzione del film Tick, Tick... Boom!, perde la madre Lynn, morta a causa di un cancro al pancreas. Garfield le ha dedicato la sua performance nel film e ha parlato in sua memoria in un'intervista al The Late Show with Stephen Colbert.
Da febbraio 2025 ha intrapreso una relazione con l'attrice statunitense Monica Barbaro.

## Filmografia

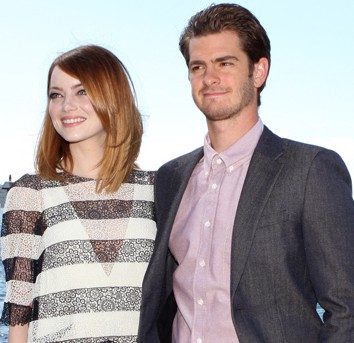
Garfield ed Emma Stone (2014)

### Attore

#### Cinema
- Leoni per agnelli (Lions for Lambs), regia di Robert Redford (2007)
- Boy A, regia di John Crowley (2007)
- L'altra donna del re (The Other Boleyn Girl), regia di Justin Chadwick (2008)
- Parnassus - L'uomo che voleva ingannare il diavolo (The Imaginarium of Doctor Parnassus), regia di Terry Gilliam (2009)
- Non lasciarmi (Never Let Me Go), regia di Mark Romanek (2010)
- I'm Here, regia di Spike Jonze - cortometraggio (2010)
- The Social Network, regia di David Fincher (2010)
- The Amazing Spider-Man, regia di Marc Webb (2012) – Peter Parker / Spider-Man
- The Amazing Spider-Man 2 - Il potere di Electro (The Amazing Spider-Man 2), regia di Marc Webb (2014) – Peter Parker / Spider-Man
- 99 Homes, regia di Ramin Bahrani (2015)
- La battaglia di Hacksaw Ridge (Hacksaw Ridge), regia di Mel Gibson (2016)
- Silence, regia di Martin Scorsese (2016)
- Ogni tuo respiro (Breathe), regia di Andy Serkis (2017)
- Under the Silver Lake, regia di David Robert Mitchell (2018)
- Nessuno di speciale (Mainstream), regia di Gia Coppola (2020)
- Gli occhi di Tammy Faye (The Eyes of Tammy Faye), regia di Michael Showalter (2021)
- Tick, Tick... Boom!, regia di Lin-Manuel Miranda (2021)
- Spider-Man: No Way Home, regia di Jon Watts (2021) – Peter Parker / Spider-Man
- Spider-Man: Across the Spider-Verse, regia di Joaquim Dos Santos, Kemp Powers e Justin K. Thompson (2023) – cameo con immagini di repertorio; Peter Parker / Spider-Man[36]
- We Live in Time - Tutto il tempo che abbiamo (We Live in Time), regia di John Crowley (2024)
- After the Hunt - Dopo la caccia (After the Hunt), regia di Luca Guadagnino (2025)

#### Televisione
- Swinging – serie TV (2005)
- Sugar Rush – serie TV, 5 episodi (2005)
- Simon Schama's Power of Art – serie TV, episodio 1x01 (2006)
- Trial & Retribution – serie TV, episodio 10x03 (2007)
- Freezing – serie TV, episodio 1x01 (2007)
- Doctor Who – serie TV, episodi 3x04-3x05 (2007)
- Red Riding 1974, regia di Julian Jarrold – film TV (2009)
- Red Riding 1980, regia di James Marsh – film TV (2009)
- Red Riding 1983, regia di Anand Tucker – film TV (2009)
- In nome del cielo (Under the Banner of Heaven) – miniserie TV (2022)

### Produttore

#### Cinema
- Nessuno di speciale (Mainstream), regia di Gia Coppola (2020)

## Teatrografia
- Mercy di Lin Coghlan, regia di Paul Miller. Soho Theatre di Londra (2004 )
- Kes di Lawrence Till, regia di Sarah Frankcom. Royal Exchange Theatre di Manchester (2004)
- The Laramie Project di Moisés Kaufman, regia di Ruth Carney, con Russell Tovey. Sound Theatre di Londra (2005)
- Romeo e Giulietta di William Shakespeare, regia di Jacob Murrey, con Gugu Mbatha-Raw. Royal Exchange Theatre di Manchester (2004)
- Beautiful Thing di Jonathan Harvey, regia di Toby Frow, con Michelle Terry. Sound Theatre di Londra (2006)
- Chatroom di Enda Walsh, regia di Anna Mackmin, con Matt Smith. National Theatre di Londra (2006)
- Burn di Deborah Gearing, regia di Anna Mackmin. National Theatre di Londra (2006)
- Citizenship di Mark Ravenhill, regia di Anna Mackmin, con Matt Smith. National Theatre di Londra (2006)
- The Overwhelming di J. T. Rogers, regia di Max Stafford Clark. Tour britannico (2006)
- Morte di un commesso viaggiatore di Arthur Miller, regia di Mike Nichols, con Philip Seymour Hoffman, Linda Emond, Finn Wittrock. Ethel Barrymore Theatre di Broadway (2012)
- Angels in America - Fantasia gay su temi nazionali di Tony Kushner, regia di Marianne Elliott, con Nathan Lane. National Theatre di Londra (2017), Neil Simon Theatre di Broadway (2018)

## Riconoscimenti
- Premio Oscar
  - 2017 – Candidatura per il migliore attore per La battaglia di Hacksaw Ridge
  - 2022 – Candidatura per il migliore attore per Tick, Tick... Boom!
- Golden Globe
  - 2011 – Candidatura per il migliore attore non protagonista per The Social Network
  - 2017 – Candidatura per il migliore attore in un film drammatico per La battaglia di Hacksaw Ridge
  - 2022 – Migliore attore in un film commedia o musicale per Tick, Tick... Boom!
  - 2023 – Candidatura per miglior attore protagonista in una mini-serie o film per la televisione per In nome del cielo
- Premio BAFTA
  - 2008 – Miglior attore per Boy A
  - 2011 – Candidatura alla miglior stella emergente
  - 2011 – Candidatura per il migliore attore non protagonista per The Social Network
  - 2017 – Candidatura per il migliore attore per La battaglia di Hacksaw Ridge
- Critics Choice Award
  - 2011 – Candidatura al miglior attore non protagonista per The Social Network
  - 2016 – Candidatura al miglior attore per La battaglia di Hacksaw Ridge
  - 2016 – Miglior attore in un film d'azione per La battaglia di Hacksaw Ridge
  - 2022 – Candidatura al miglior attore per Tick, Tick... Boom!
  - 2022 – Miglior attore in un film di supereroi per Spider-Man: No Way Home
  - 2023 – Candidatura per il migliore attore in una miniserie o film televisivo per In nome del cielo
- Premio Emmy
  - 2022 – Candidatura per il migliore attore in una miniserie o film televisivo per In nome del cielo
- Satellite Award
  - 2010 – Candidatura al miglior attore non protagonista per The Social Network
  - 2017 – Miglior attore per La battaglia di Hacksaw Ridge
  - 2022 – Miglior attore per Tick, Tick... Boom!
  - 2023 – Candidatura al miglior attore in una miniserie per In nome del cielo
- Saturn Award
  - 2011 – Miglior attore non protagonista per Non lasciarmi
- Screen Actors Guild Award
  - 2011 – Candidatura per il miglior cast cinematografico per The Social Network
  - 2017 – Candidatura per il migliore attore per La battaglia di Hacksaw Ridge
  - 2022 – Candidatura per il migliore attore per Tick, Tick... Boom!
- Tony Award
  - 2012 – Candidatura per il migliore attore non protagonista in un'opera teatrale per Morte di un commesso viaggiatore
  - 2018 – Migliore attore in un’opera teatrale per Angels in America - Fantasia gay su temi nazionali

## Doppiatori italiani
Nelle versioni in italiano delle opere in cui ha recitato, Andrew Garfield Richardson è stato doppiato da:
- Lorenzo De Angelis in Non lasciarmi, The Social Network, The Amazing Spider-Man, The Amazing Spider-Man 2 - Il potere di Electro, 99 Homes, La battaglia di Hacksaw Ridge, Ogni tuo respiro, Under the Silver Lake, Nessuno di speciale, Tick, Tick... Boom!, Spider-Man: No Way Home, In nome del cielo, We Live in Time - Tutto il tempo che abbiamo
- Davide Perino in Leoni per agnelli, Silence
- Marco Vivio in Doctor Who
- Simone Crisari in Boy A
- Nanni Baldini in Parnassus - L'uomo che voleva ingannare il diavolo
- Mattia Ward in Red Riding
- Emiliano Coltorti in Gli occhi di Tammy Faye